# Amedeo Guillet

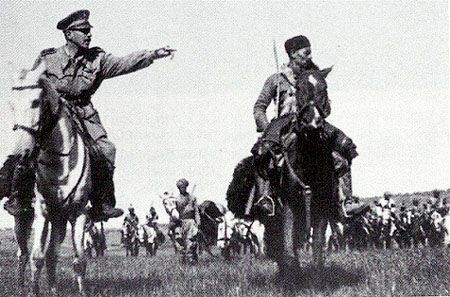
Amedeo Guillet 1940 mit Amhara-Reitern

Baron Amedeo Guillet (* 7. Februar 1909 in Piacenza; † 16. Juni 2010 in Rom) war ein italienischer Offizier und Kriegsheld.

## Leben

### Frühe Jahre
Guillet entstammte einer piemontesischen Adelsfamilie. Sein Großvater stammte aus dem heute französischen Savoyen und hatte an den italienischen Einigungskriegen teilgenommen. Nach der Schulausbildung besuchte Amedeo die Militärakademie in Modena und wurde 1930 Kavallerieoffizier. Als Reiter zeigte er schon an der Kavallerieschule in Pinerolo großes Talent. Er wurde für die Olympischen Spiele in Berlin (1936) ausgewählt, verzichtete jedoch auf eine Teilnahme, um sich freiwillig zum Einsatz im Abessinienkrieg zu melden. Mit kurzen Unterbrechungen blieb er bis zum Ausbruch des Zweiten Weltkriegs in Italienisch-Ostafrika.

### Amedeo Guillets „Privatkrieg“
Kurz vor Ausbruch des Krieges am 10. Juni 1940 übertrug ihm der italienische Befehlshaber in Ostafrika, der Herzog von Aosta, das Kommando über eine Kolonialtruppe, die allgemein als Amhara-Reiterbande bekannt war. Sie bestand aus Eritreern, Äthiopiern und Jemeniten. Amedeo Guillet nannten sie Cummundar-as-Sheitan, den „Teufelskommandanten“.
Als die Briten mit ihren Commonwealth-Truppen am 19. Januar 1941 ihren Angriff auf Italienisch-Ostafrika starteten, zogen sich die italienischen Truppen ins äthiopische Hochland zurück. In Eritrea deckte Guillet mit seiner Reitertruppe italienische Verbände auf ihrem Rückzug. Bei Keru griff er mit seinen Reitern am 21. Januar 1941 die britische Gazelle Force an und brachte den motorisierten und von Panzern begleiteten Verband in große Bedrängnis. Es handelte sich um die letzte große Kavallerieattacke gegen britische Verbände.
Nachdem die italienischen Truppen nach der Schlacht von Keren (2. Februar bis 27. März 1941) auch Eritrea aufgeben mussten, begann Guillet mit seinem so genannten „Privatkrieg“ gegen die Briten. Den eritreischen Stammesfürsten versprach er wegen der äthiopischen Expansionswünsche einen zukünftig autonomen Status innerhalb des italienischen Kolonialreiches und erhielt somit auch deren Unterstützung. Knapp acht Monate lang lieferte er den Commonwealth-Truppen einen Kleinkrieg. Als sich seine Reitertruppe nach und nach auflöste, ging Guillet unter dem Namen Ahmed Abdullah al Redai als Wasserverkäufer in den Untergrund, wo er dank seiner sehr guten Arabisch- und Ortskenntnisse nicht weiter auffiel. Auf abenteuerliche Weise gelang ihm schließlich die Flucht nach Jemen, wo er für kurze Zeit inhaftiert wurde. Imam Jahia gewährte ihm Asyl und bot ihm einen Posten als Militärberater und Ausbilder in seiner Garde an. Guillet blieb zwei Jahre in jemenitischen Diensten.

### In Europa
Amedeo Guillet kehrte am 2. September 1943 nach Italien zurück. Am 8. September 1943 trat ein Waffenstillstand mit den Alliierten in Kraft, woraufhin deutsche Truppen Italien besetzten. Bis April 1945 kämpfte Guillet als Soldat des Königs gegen deutsche und faschistische italienische Truppen im Befreiungskrieg. Nachdem das italienische Volk am 2. Juni 1946 in einem Referendum für die Abschaffung der Monarchie gestimmt hatte, schied Guillet als Oberst auf eigenen Wunsch aus der Armee aus. Einige Jahre später trat er in den diplomatischen Dienst ein und arbeitete als Botschafter vor allem in arabischen Staaten, darunter in Jemen, Jordanien, Marokko und auch in Indien. 1975 trat er in den Ruhestand und lebte dann überwiegend in Irland, wo er sich der Pferdezucht widmete.
Am 4. November 2000 ernannte ihn der italienische Staatspräsident Carlo Azeglio Ciampi zum Großkreuzritter des Militärorden von Italien. Er erhielt auch zahlreiche ausländische Ehrungen. In Eritrea wurde er nach dem Krieg wie ein Staatsoberhaupt empfangen. In Großbritannien sind in den letzten Jahren etliche Bücher über seine ostafrikanischen Abenteuer erschienen.